# Spittelauer Steg
Der Spittelauer Steg überquert den Donaukanal in Wien und verbindet die Bezirke Döbling und Brigittenau.

## Lage
In ihrer Nähe befinden sich die Müllverbrennungsanlage Spittelau, das Universitätszentrum Althanstraße, das Bundesamtsgebäude Josef-Holaubek-Platz, das Technologische Gewerbemuseum und das Brigittenauer Bad.

## 1992 bis heute

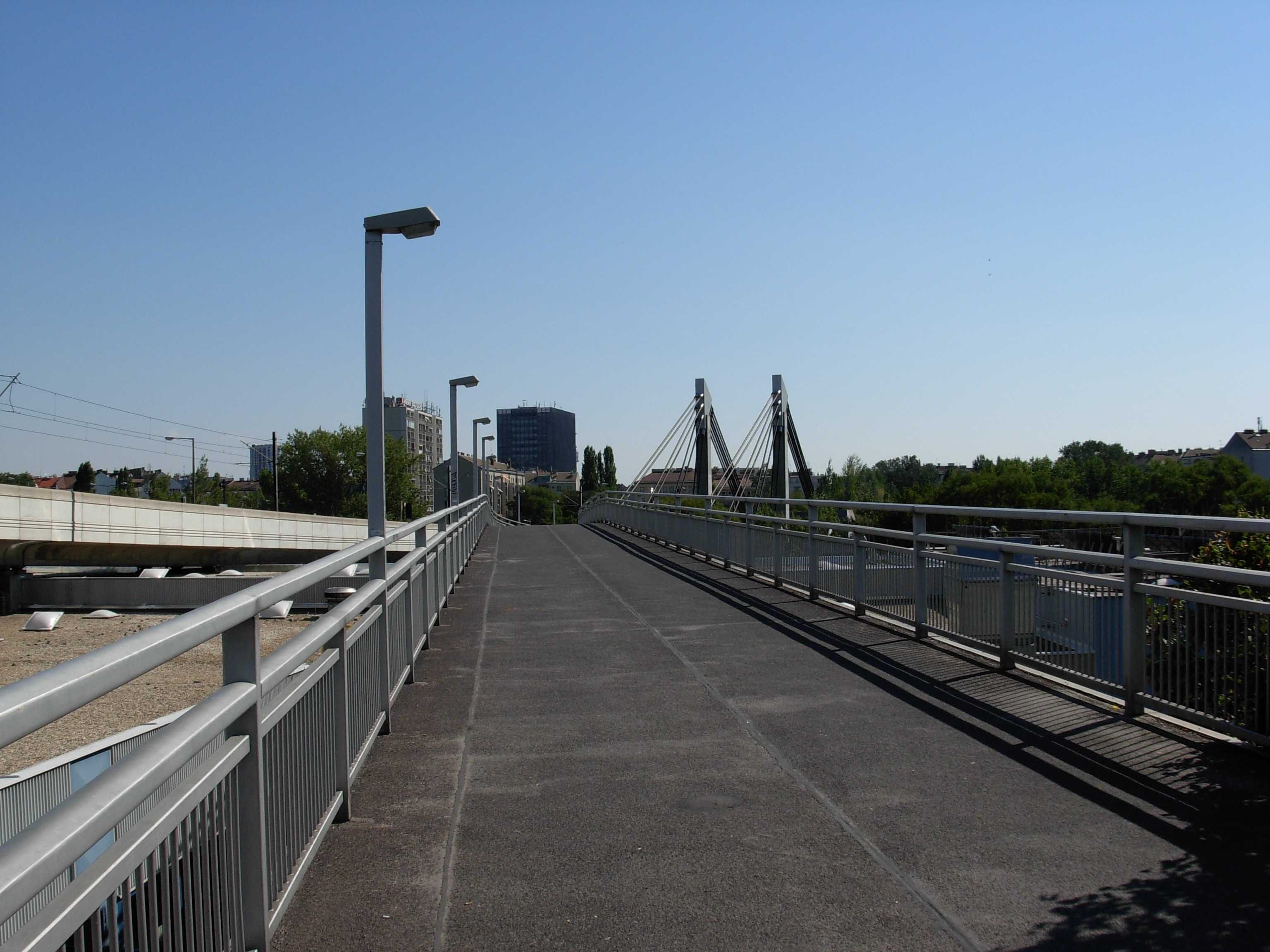
Rad- und Fußbrücke Spittelau

Die Spittelauer Brücke Fuß- und Radweg (Objektnummer 0905 3), die U6-Donaukanalbrücke und die Spittelauer Brücke B 227 (Objektnummer 0905 1) benutzen weitgehend das gleiche Tragwerk, trotzdem werden sie von der MA 29 als drei unterschiedliche Brücken genannt.
Die Spittelauer Brücke Fuß- und Radweg überquert mit einer Länge von 128 Metern die Franz-Josefs-Bahn, die nach Heiligenstadt führende U-Bahn-Linie U 4, die B 227 sowie den Donaukanal.
Die Pläne für dieses Bauwerk stammen vom Ingenieurbüro Alfred Pauser. Die Bauarbeiten wurden von der Arbeitsgemeinschaft Negrelli/Hofmann & Maculan/Strabag/Ilbau/Holzmann/Beton- und Monierbau durchgeführt.